# 水無瀬川
水無瀬川（みなせがわ）は、大阪府の高槻市および三島郡島本町を流れる淀川水系の一級河川。

## 地理
大阪府三島郡島本町大沢の釈迦岳に源を発し高槻市川久保で支流の西水無瀬川(川久保川)と合流し府道79号線としばらく平行して流れるが、途中で島本方面に流れ出す。島本町に再び入るとすぐ尺代ダムがあり、そこから山吹渓谷となる。山吹渓谷はこの水無瀬川の渓流にヤマブキの花が咲き誇ることからこの名前になった。水無瀬渓谷とも言う。山吹渓谷を抜けると島本町尺代に入る。尺代には尺代漁業協同組合があり、アマゴ･ニジマスを釣ることができる。(管理釣り場)10月から5月の中旬まで釣りができる。かつてアユの友釣りもできたが、稚魚が流される事態が起きたため現在はアユの友釣りの営業はしていない。また、イワナも養殖しており、放流はされないがまれに釣れることがある。尺代集落内は全域が管理釣り場となっている。尺代大橋を抜けると府道734号線と平行して流れるが水無瀬川の谷が深く峡谷となっている。その後、尼々池の用水と支流の清水谷川と合流してさらに南下。東大寺に入る。そして名神高速道路をくぐり、支流の滝谷川と鈴谷川の水を含んで大阪府三島郡島本町広瀬で桂川に注ぐ。なお、下流は年中通して枯れていることが多いがこれは水量が少なく、地下水となって桂川に流れ込んでいるためである。

## 歌枕
「水無瀬川」は万葉の昔から歌に詠まれてきた。ただし、「水無瀬川」とは本来は“表面には流れは見えないが、地下に水が伏流している川”を意味する普通名詞であり、忍ぶ恋を象徴するものと考えられている。ところが、平安京に遷都されて山陽道がこの川の近くを通るようになると「水無瀬川」のイメージが変質し、11世紀に能因が『能因歌枕』でこの川を山城国の歌枕として取り上げて以降、「水無瀬川」が特定の河川を指す歌枕になったと考えられている。
- 「言急かは 中ゆ淀まし 水無瀬川 絶えてそ事を ありこすなゆめ」柿本人麿/万葉集
- 「恋にもぞ人は死にする水無瀬川下ゆ我痩す月に日に異に」笠郎女/万葉集・巻四・598
- 「あひ見ねば こひこそまされ みなせ河 なににふかめて おもひそめけむ」読人不知/古今集・巻十五・恋歌五・760
- 「みなせ川ありてゆく水なくはこそつひにわが身を絶えぬと思はめ」読人不知/古今集・巻十五・恋歌五・793
- 「ことに出でて 言はぬばかりそ 水無瀬川 下に通ひて 恋しきものを」紀友則/古今集・巻十二・恋歌二・607
- 「水無頼川 をちの通路 みつ満ちて 舟わたりする 五月雨のころ」西行/山家集
- 「見わたせば 山もと霞む 水無瀬川 夕べは秋と なに思ひけむ」後鳥羽院/増鏡
- 「川はみな瀬川」清少納言/枕草子